# Карбонеро, Сара
Са́ра Карбоне́ро Аре́вало (исп. Sara Carbonero Arévalo; 3 февраля 1984, Корраль-де-Альмагер, Толедо) — испанская модель и спортивная журналистка. В июле 2009 года Карбонеро, подруга Икера Касильяса, была признана самым сексуальным репортёром в мире по версии FHM USA.

## Биография
На чемпионате мира по футболу 2010 года Карбонеро во время матча между Испанией и Швейцарией, по мнению болельщиков, отвлекла голкипера испанской сборной Икера Касильяса, что привело к неожиданной победе швейцарской сборной. Это произвело скандал не только в Испании, но и по всему миру. Ходили слухи о возможном расставании влюбленных. Заявления были сделаны в английской прессе. За этими заявлениями последовали публикации известных испанских изданий El Mundo, El País и Marca, в статьях писали о нелепости этих предположений.

## Личная жизнь
20 марта 2016 года Карбонеро вышла замуж за футболиста Икера Касильяса, с которым она встречалась 7 лет до свадьбы. У них двое сыновей — Мартин Касильяс Карбонеро (род. 03.01.2014) и Лукас Касильяс Карбонеро (род. 02.06.2016). В 2021 году пара развелась.
В мае 2019 года Карбонеро был поставлен диагноз рак яичников, и в том же месяце ей была сделана операция по удалению злокачественной опухоли на одном из яичников.